# Feltia subterranea
Feltia subterranea, trước đây là Agrotis subterranea) là một loài bướm đêm thuộc họ Noctuidae. Nó được tìm thấy ở Bắc Mỹ, từ Massachusetts và New York đến California và phần phía nam của Hoa Kỳ và Mexico. Nó cũng có mặt ở Trung Mỹ và Nam Mỹ ở đó nó đã được ghi nhận ở Honduras, Costa Rica, Cuba, Panama, Venezuela, Colombia, đông nam Brasil, Uruguay, Chile, Antilles.

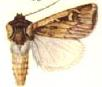
Minh họa

Sải cánh dài 38–44 mm. Ấu trùng ăn gồm một loạt cây khác nhau, bao gồm hơn 61 cây chủ có tầm quan trọng về kinh tế.